# Robert Purrmann
Robert Purrmann (* 30. Januar 1914 in Paris; † 20. Januar 1992) war ein deutscher Chemiker.
Die Eltern waren der Maler und Grafiker Hans Purrmann und die Malerin Mathilde Vollmoeller.
Purrmann zog 1919 mit seinen Eltern nach Langenargen am Bodensee und ging dort zur Schule.
Er wurde an der Ludwig-Maximilians-Universität (LMU) in München als Schüler von Heinrich Otto Wieland am 22. April 1940 zum Dr. phil. promoviert, mit der Dissertation „Über die Konstitution des Xanthopterins und des Leukopterins“.
Er habilitierte sich auch dort.
Nach Ende des Zweiten Weltkriegs heiratete er am 12. Oktober 1945 Mechtild von König, Tochter des Malers Leo von König und dessen Schülerin Anna von Hansemann (1897–1992). Aus Robert Purrmanns Ehe stammen drei Kinder. Im Januar 1948 gründete er mit dem Chemiker Werner Schmitt, ebenfalls ein habilitierter Wieland-Schüler, die Firma „ESPE/Fabrik pharmazeutischer Präparate“ GmbH in Seefeld (Bayern, Ammersee). Den Firmennamen leiteten sie aus den Anfangsbuchstaben ihrer Nachnamen, gesprochen wie „es“ und „pe“, ab.
Purrmann fungierte lange Jahre als Geschäftsführer der ESPE GmbH und lebte in Starnberg. Heute ist die ESPE GmbH ein Tochterunternehmen von 3M.

## Leistungen
Purrmann klärte erstmals durch chemische Synthese die Struktur von Pterinen auf, u. a. Leukopterin und Xanthopterin. Damit erschloss er das Gebiet der Pteridine, einer wichtigen Naturstoffklasse.
Für seine Firma erhielt er mehrere Patente auf dem Gebiet der Chemie.
Mit seiner Cousine Heidi Vollmoeller baute er das Hans-Purrmann-Archiv in München auf.

## Veröffentlichungen
- Robert Purrmann: Über die Farbstoffe der Schmetterlinge. In: Angew. Chem. 56, 253–258 (1943). doi:10.1002/ange.19430563702.
- Robert Purrmann: Pterine. Fortschritte der Chemie Organischer Naturstoffe 4, 64–86 (1945).